# Шаріпова Гульчачак Табрисівна
Гульчачак Табрисівна Шаріпова (нар. 28 квітня 1958) — радянська башкирська театральна актриса, народна артистка Республіки Башкортостан (2008).

## Біографія
Гульчачак Шаріпова народилася в селі Кінзекеєво, Ішимбайського району Башкирської АРСР 1958 року. У 1986 р. закінчила технікум культури в місті Стерлітамаку. З 1989 року працює в трупі Салаватською башкирського державного драматичного театру.
Усе творче життя актриси пов'язане з Салаватським башкирським драматичним театром. Гульчачак Табрисівна — співаюча актриса ліричного жанру, яскравого народного колориту, вираженого мелодраматичного темпераменту.

## Ролі у виставах
- Шаура — «Шауракай» (М. Бурангулов, 1989)
- Райса — «Залишайтеся сонцем» (А. Папаян)
- Зумара — «В ім'я кохання» (Р. Байбулатов)
- Кунсулу — « Таштугай» (Ф. Буляков, 1995)
- Галіябану — «Галіябану» (М. Файзі, 2000)
- Сарвар — «Черевички» (Х. Ібрагімов, 1990)
- Аббі — «Кохання під в'язами» (Ю. О. Ніл)
- Насіма — «Близнюки» (А. Атнабаев)[3]
- Суфія — «Бабин бунт» (М. Багаєв)
- Роза — «Скалка» (Ф .Буляков, 2001)
- Сажіда — «Прощання» (Т. Міннуллін)
- Рода — «Далі — тиша» (В. Дельмар)
- Зульхіза — «Біля обриву» (Н. Гаїтбаєв)
- Лілія — «Кумедні історії» (Р. Фатіхов, В. Іхсанов)
- Райля — «Квітка прощання — герань» (Ф. Буляков)
- Алтинай — «І ім'я їй жінка» (З. Атнабаєва, 2002)
- Монолог — «У війни не жіноче обличчя» (С. Олексійович)
- Зулейха — «Не покидай мене, надія» (Х. Іргалін)
- Марія — «Салават» (М. Карім)
- Хадіса — «і піду Вб'ю» (Н. Гаїтбаєв)
- Заріфа — «Пішло моє біле літо» (Л. Станкова)
- Люція — «Квітень у Парижі» (Л. Станкова)
- Суфія — «Бабин бунт» (М. Багаєв, 2004)
- Айсілу — «Зайтунгуль» (М. Асанбаєв, 2005).
- Сурія — «Ось так сталося» (Т. Міннуллін, 2006).
- Сажида — «Він, Вона і Я» (З. Хакім, 2007).
- Снігова королева — «Подорож на планету Мультляндія» (Я. Шаріпов, 2007)
- Сагіда — «Він повернувся» (А. Атнабаєв, 2009).
- Мати — «Мамочка» (С. Бєлов, 2009).
- Заріфа — «Біс у ребро» (М. Багаєв, 2010).
- Харіза — «Вишнева гора» (М. Асанбаев, 2011).

## Нагороди та премії
Заслужена артистка (1999), народна артистка (2008) Республіки Башкортостан. Лауреат 1-ї премії Міжнародного конкурсу імені Ільгама Шакірова «Татарська пісня» (1993 р.).
У 1993 році Гульчачак Шаріпова стала лауреатом і володарем 1-ї премії в конкурсі імені Ілгама Шакірова «Татарська пісня — 1993».
У 1995 році на Фестивалі «Пісня Дружби» (м. Нефтекамськ) Гульчачак Шаріповою було завойовано перше місце.